# Circondario di Ferrara
Il circondario di Ferrara era uno dei circondari in cui era suddivisa l'omonima provincia.

## Storia
Il circondario di Ferrara, parte dell'omonima provincia, venne istituito nel 1859, in seguito ad un decreto dittatoriale di Carlo Farini che ridisegnava la suddivisione amministrativa dell'Emilia in previsione dell'annessione al Regno di Sardegna.
Il circondario comprendeva i comuni di Argenta, Bondeno, Copparo (comprendeva Berra e Jolanda di Savoia), Ferrara (comprendeva Vigarano Mainarda), Formignana (comprendeva Tresigallo), Ostellato, Portomaggiore (comprendeva Masi Torello e Voghiera) e Ro.
Il circondario fu abolito, come tutti i circondari italiani, nel 1927, nell'ambito della riorganizzazione della struttura statale voluta dal regime fascista. Tutti i comuni che lo componevano rimasero in provincia di Ferrara.

## Suddivisione
Nel 1863, la composizione del circondario era la seguente:
1. Mandamento I di Ferrara
  - Ferrara (in parte)
2. Mandamento II di Ferrara
  - Ferrara (in parte)
3. Mandamento III di Argenta
  - Argenta
4. Mandamento IV di Copparo
  - Copparo
5. Mandamento V di Portomaggiore
  - Ostellato, Porto Maggiore
6. Mandamento VI di Bondeno
  - Bondeno